# What Can I Do
What Can I Do est un single du groupe irlandais The Corrs, publié en 1998, extrait de leur album Talk on Corners. Il est un des plus grands succès de la bande et inclut plusieurs compilations de chanson romantiques. The Corrs ont joué cette chanson au gala du Prix Nobel de la paix en 1999. Il y a quelques années[Quand ?], une version orchestrale symphonique est apparue.

## Liste des morceaux
- CD

1. What Can I Do – 4:18
2. Little Wing – 5:07
3. No Good For Me (en direct) – 3:54

- diffusée en direct du Royal Albert Hall

1. What Can I Do
2. Runaway
3. Toss the Feathers

## Musique vidéo
Cette vidéo fut tournée en Nouvelle-Zélande le 26 février, 1998 avec très peu d'avertissement. The Corrs avaient terminé leur tournée en Nouvelle-Zélande quand le label discographique avait pris la décision de faire paraître What Can I Do, et donc une vidéo devait être tournée assez rapidement.
Le site choisi fut la péninsule Manukau située à 80 km (~ 50 miles) au sud-ouest d'Auckland sur la côte ouest de l'île du Nord de la Nouvelle-Zélande. Les paysages étaient semblables à leur pays d'origine, l'Irlande.
Le réalisateur Nigel Dick (qui avait tourné la vidéo d'Oasis pour Wonderwall) fut envoyé par avion spécialement pour réaliser cette vidéo avec moins d'une journée pour le préparer. Le thème décontracté avec jeans et t-shirts fut proposé par East West Espagne et bien accueilli par le groupe qui a voulu une vidéo avec un aspect très différent du style Only When I Sleep. Andrea avait déclaré avoir laissé la vidéo entièrement entre les mains du réalisateur, parce que, selon elle, « il est le seul à blâmer ! ».
Dick déclare : 

« Mon plus tendre souvenir est l'image d'Andrea, Sharon et Caroline toutes accroupies au milieu de la route, petits déjeuners avec bols de céréales à 5 heures du matin, attendant l'aube. Dès que la lumière du jour s'est éveillée, la bruine est arrivée, mais avec le retour du groupe prévu pour l'Irlande ce soir-là, nous avons continué à tourner. »

## Liste des ventes
| Classement                  | Position maximale |
| --------------------------- | ----------------- |
| Canadian Adult Contemporary | 23                |
| German Singles Chart        | 62                |
| Irish Singles Chart         | 30                |
| Swedish Singles Chart       | 27                |
| UK Singles Chart            | 53                |

La chanson parut quelques mois plus tard, remixé par Tin Tin Out. Cette version fut plus fructueuse que "Dreams" et réussit à entrer en troisième position dans les classements britanniques. Il ne diminua pour plus de 11 semaines.[Quoi ?]

### Liste des morceaux
- CD

1. "What Can I Do (Tin Tin Out Remix)" – 4:12
2. "What Can I Do (Stringacapella)" – 2:28
3. "Paddy McCarthy" – 4:59

### Liste des ventes
| Classement       | Position maximale |
| ---------------- | ----------------- |
| UK Singles Chart | 3                 |